# 이희솔
이희솔(1989년 8월 27일~)은 대한민국의 역도 선수로, 2016년 하계 올림픽 여자 +75kg 및 2014년, 2018년 아시안게임에 참가했다.